# Bataille de Groenkloof
Seconde guerre des Boers
Batailles
Raid Jameson (décembre 1895 - janvier 1896)
- Doornkop

Front ouest (octobre 1899 - juin 1900)
- Kraaipan
- Belmont
- Graspan
- Modder River
- Stormberg
- Magersfontein
- Kimberley
- Paardeberg
- Poplar Grove
- Driefontein
- Sand River
- Mafeking
- Doornkop
- Biddulphsberg
- Lindley
- Diamond Hill

Front est (octobre 1899 - août 1900)
- Talana Hill
- Elandslaagte
- Rietfontein
- Bataille de Ladysmith
- Colenso
- Spion Kop
- Vaal Krantz
- Siège de Ladysmith
- Libération de Ladysmith
- Bergendal

Raids et guérillas (mars 1900 - mai 1902)
- Sanna's Post
- Mostertshoek
- Jammerbergdrift
- Roodewal
- Bothaville
- Leliefontein
- Nooitgedacht
- Vlakfontein
- Groenkloof
- Elands River
- Bloedrivier Poort
- Bakenlaagte
- Groenkop
- Tweebosch
- Rooiwal

La bataille de Groenkloof (« le gouffre vert » en afrikaans) est une bataille qui s'est déroulée le 5 septembre 1901, lorsqu'une colonne britannique dirigée par le colonel Harry Scobell attaqua et vainquit le kommando boer du commandant Lotter au cours de la seconde guerre des Boers.

## Rétroactes
Alors que le général Kitchener bataillait pour anéantir les guérillas boers opérant dans l'État libre d'Orange et au Transvaal, certains colons boers habitant la colonie du Cap se révoltèrent également contre les Britanniques. Les Boers des deux républiques indépendantes envoyèrent des troupes en territoires britanniques pour éviter que ces derniers ne pratiquent dans leur pays la politique de la terre brûlée, se soldant par des incendies, des destructions de récolte et de bétail, et l'envoi des femmes et des enfants dans des camps de concentration.
Au sud du fleuve Orange, ce sont quelque 1 000 hommes répartis en 8 kommandos identifiés du nom de leur commandant qui parcouraient la colonie en septembre 1901 : Smuts (250 hommes), Myburg (100 hommes), 
Fouché (100 hommes), Lotter (en) (130 hommes), Wessels (200 hommes), Theron (80 hommes), Scheppers (250 hommes) et Malan (15 hommes). Et également 1 000 hommes au nord du fleuve, dont ceux de James Barry Hertzog.
Les méthodes pratiquées par les Britanniques n'étaient pas envisageables en leur propre territoire, courant le risque de se mettre à dos la population toujours majoritairement boer. À la place, le commandant militaire de la britannique de la Colonie du Cap, le Général Sir John French décida d'une stratégie articulée autour de trois axes : en premier, empêcher les kommandos boers de faire jonction, puis leur mener une chasse permanente afin qu'ils ne puissent récupérer des vivres et de nouvelles recrues, et finalement les épuiser jusqu'à ce qu'ils puissent être rattrapés et défaits. Un historien fit remarquer : « Comme il était simple cet antidote contre les guérillas, comparé à l'immense opération de l'incendie des fermes et le parcage de toute une population civile de la campagne vers des camps! »
Sur le terrain, le quotidien de ces colonnes boers harcelées était fait de longues marches sous les pluies d'hiver, du manque de sommeil, de famine et de manques des plus élémentaires équipements dont certains habits, ainsi qu'armes et munitions. L'essentiel des approvisionnements venait des ressources pillées à l'armée britannique.

## La bataille
Informé par les services d'information de French et avec l'aide d'éclaireurs africains, Scobell prit en chasse le kommando de Lotter à travers les monts Tandjesburg. Scobell qui commandait notamment le 9e lancier, les Cape Mounted Rifles et l' Imperial Yeomanry, était considéré comme l'un des meilleurs dirigeants des colonnes britanniques. Il avait notamment adopté certaines des pratiques des Boers, dont l'abandon des chariots au profit de mules pour être plus mobile. Ses raids étaient planifiés sur 6 jours, dont 3 de vivres. Le cinquième jour des six de l'une de ses chasses, l'officier parvint à ses fins dans une gorge de la montagne appelée Groenkloof, à proximité de Petersburg. Pensant les hommes de Lotter occuper les bâtiments d'une ferme, Scobell ordonna une marche de nuit et déploya ses 1 100 hommes sur des collines entourant la propriété. Les 130 hommes de Lotter s'étaient en fait installés dans une bergerie en pierres d'environ 10 mètres sur 5, un kraal, recouverte d'un toit de tôle de fer.
À l'aube, un escadron de lanciers fut envoyé pour envahir le kraal. L'officier responsable de l'attaque, Lord Douglas Compton, perdit son pistolet près de l'entrée du camp. Alors qu'il mettait pied à terre pour récupérer son arme, les Boers ouvrirent le feu. Compton réussit à s'échapper, mais 6 de ses hommes furent touchés. Immédiatement, un millier de fusils ouvrirent le feu sur les Boers en nombre nettement inférieur réfugiés dans la bergerie.
Après une demi-heure d'un combat inégal, les Boers se rendirent. Ils comptaient 13 morts et 46 blessés, alors que 61 survivants non blessés furent également capturés. Scobell perdit 10 hommes tués. Un Britannique témoigna : « La scène était terrible jusqu'à l'extrême ... En fait, l'endroit ressemblait à un étal de boucherie, certains hommes poussant d'horribles cris, éparpillés sur le sol et gisant dans la crasse dans leur agonie ».

## Après la bataille

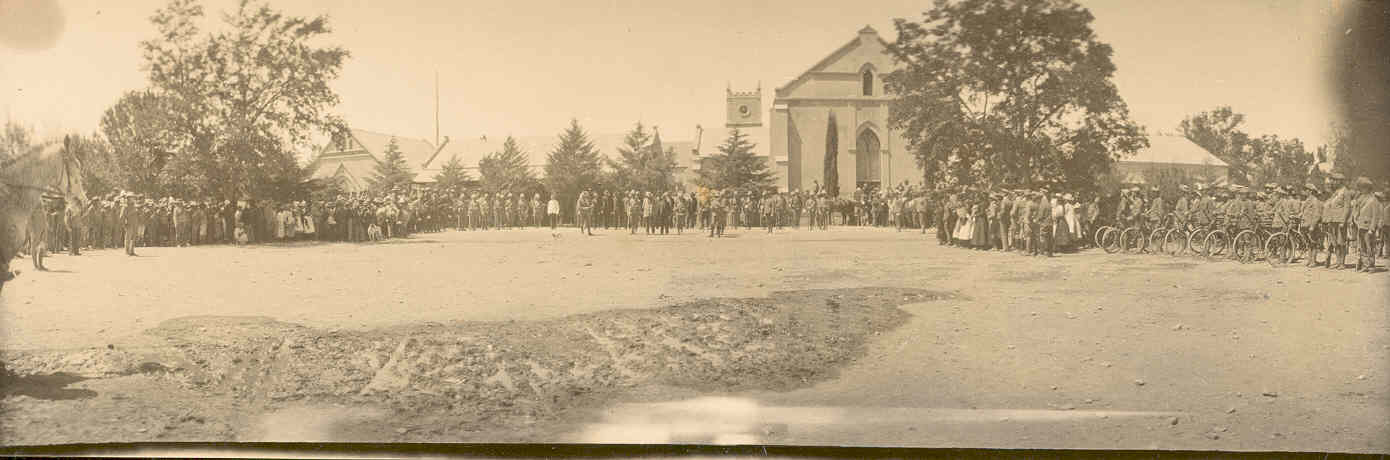
Exécution publique du Commandant Lotter à Middelburg, au Cap Oriental

Lotter et sept de ses hommes furent plus tard exécutés par les Britanniques en tant que rebelles à la Couronne. Jan Smuts, également engagé dans un raid dans la colonie du Cap, défit les Britanniques 10 jours plus tard à la bataille d'Elands River. Mais comme l'indique un historien, « en perdant Lotter, les Boers avaient perdu plus du dixième de leurs forces dans la partie sud de la colonie du Cap (au sud du fleuve Orange), et leur meilleur kommando ... alors que l'Empire britannique était un puits sans fin lorsqu'il s'agissait de remplacer des troupes ».

## Sources
- Pakenham, Thomas. The Boer War. New York: Avon Books, 1979.  (ISBN 0-380-72001-9)